# サーフライダー
「サーフライダー」は、日本のヒップホップMCMCUの2枚目のシングルである。2004年7月28日発売。発売元はBMG JAPAN。

## 概要
- 前作に引き続き浜崎貴司をゲストボーカルに迎えている。
- シングル「nukumori」にはTAICHI MASTERによるリミックス「サーフライダー(TAICHI MASTER 33FUNK MIX)」が収録されている。
- PV監督は牧鉄馬。

## 収録曲
1. サーフライダー[4:46]
作詞・作曲：MCU・浜崎貴司
2. 6月の未完成[4:06]
作詞・作曲：MCU・浜崎貴司
3. サーフライダー (instrumental)[4:46]
4. 6月の未完成 (instrumental)[4:03]

## 収録アルバム
- オリジナル『A Peacetime MCU』（2005年5月11日）
- ベスト『BEST OF MCU』（2010年2月10日）